# Peter Klashorst
Peter Klashorst (rozený Peter van de Klashorst; 11. února 1957 – 11. září 2024) byl nizozemský malíř, sochař a fotograf.

## Životopis
Klashorst vždy sídlil v Tabakspanden na Spuistraat v Amsterdamu. Ale také produkoval díla ve městech jako Bangkok, Mombasa a Phnompenh.
V roce 2011 měl jednu ze svých posledních samostatně organizovaných výstav v muzeu genocidy Tuol Sleng, S21, bývalé věznici Rudých Khmerů (Kambodža). Na počest obětí teroru a genocidy Rudých Khmerů, ke kterým došlo v letech 1975 až 1979 v Kambodži. Klashorst vytvořil působivý a někdy velmi konfrontační soubor zhruba 50 obrazů. Přehlídka získala celosvětovou pozornost (The New York Times a Herald Tribune).
Peter Klashorst zemřel na lymfom v Amsterdamu dne 11. září 2024 ve věku 67 let. V době své smrti trpěl nemocí HIV několik let.

## Ceny
- 1982 Johan a Titia Buning-Brongers Prize
- 1983 Královská cena za volnou malbu (Nizozemsko)

## Dílo Petera Klashorsta

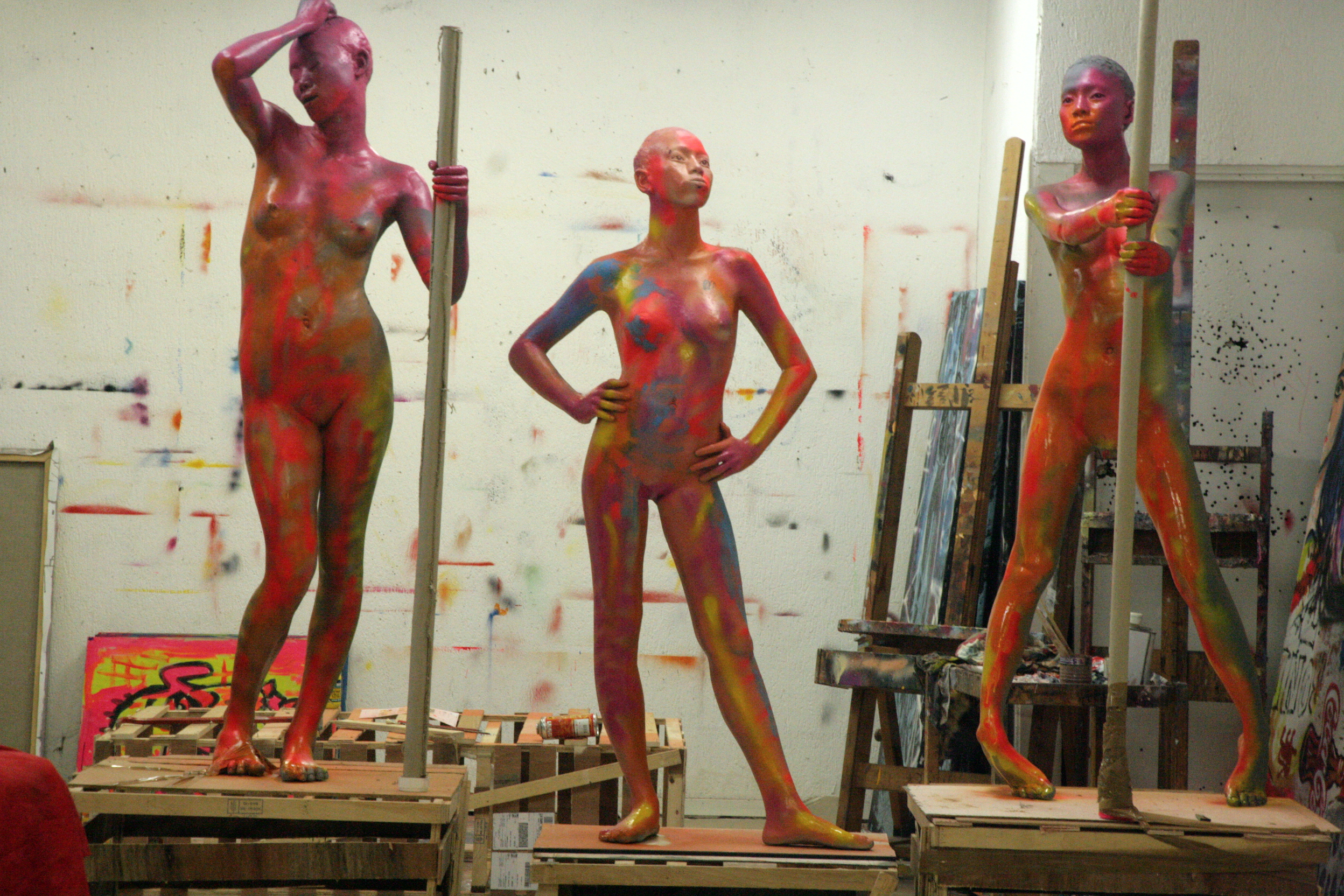
Heaven above
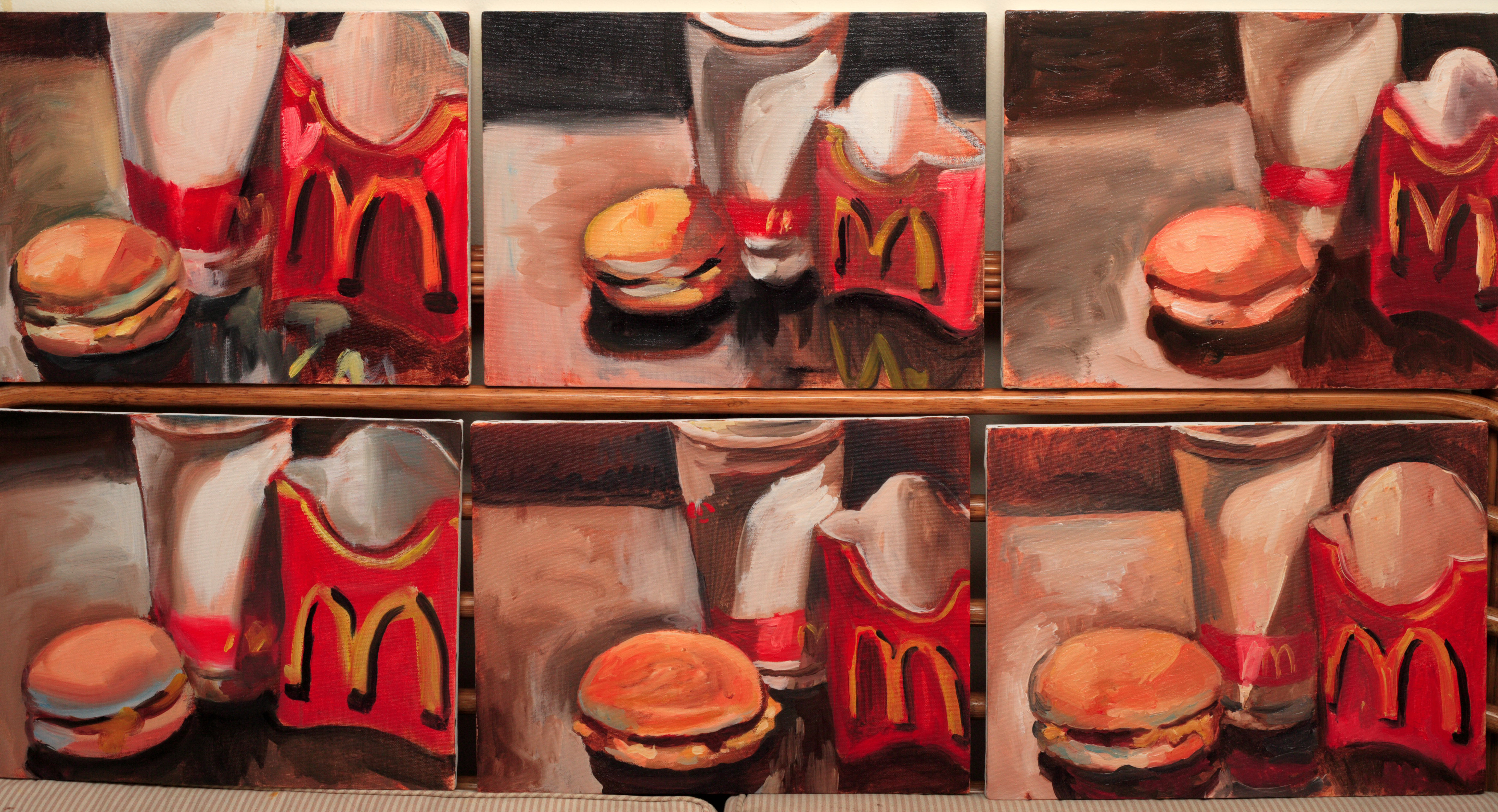
Find the differences
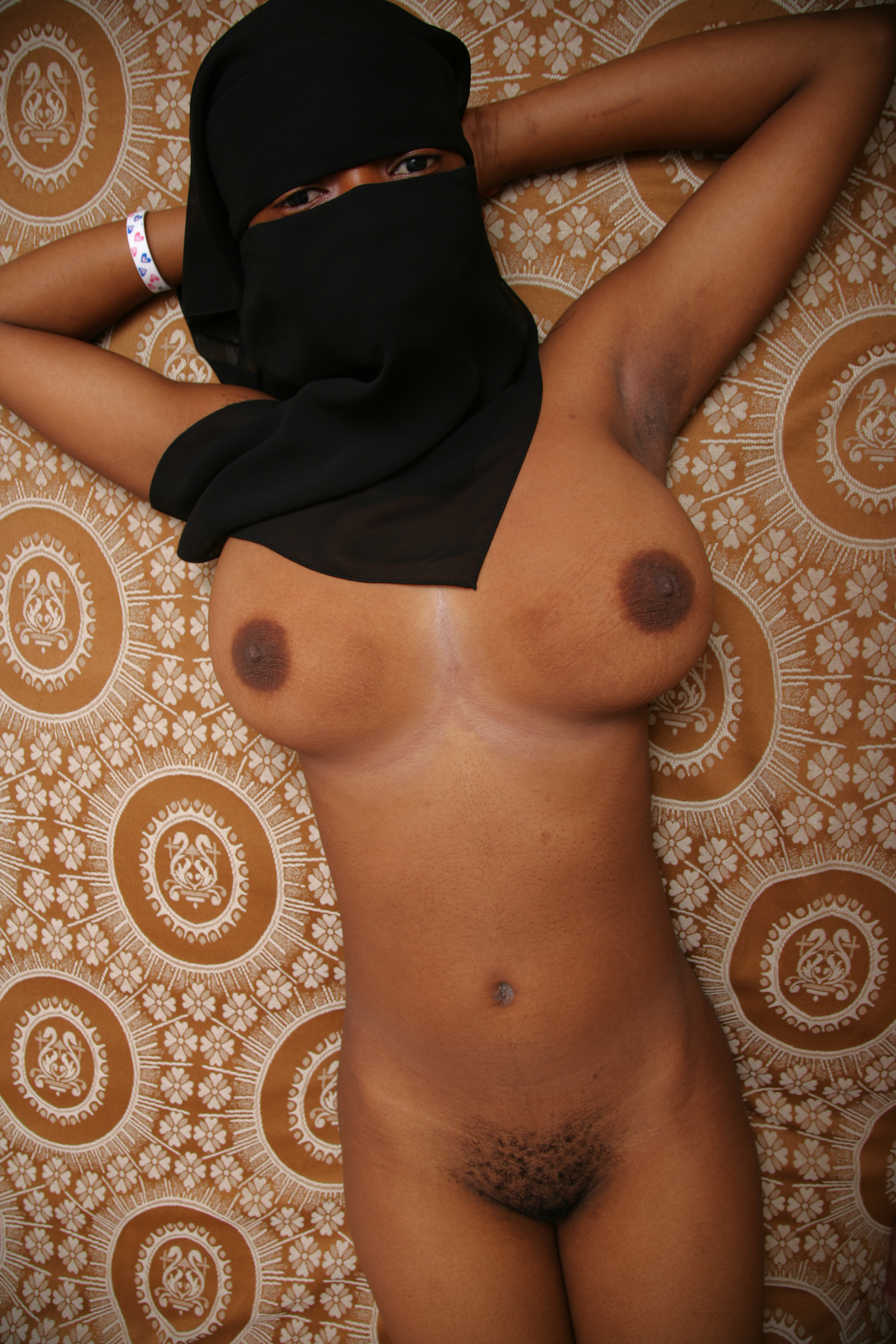
Gesluierd
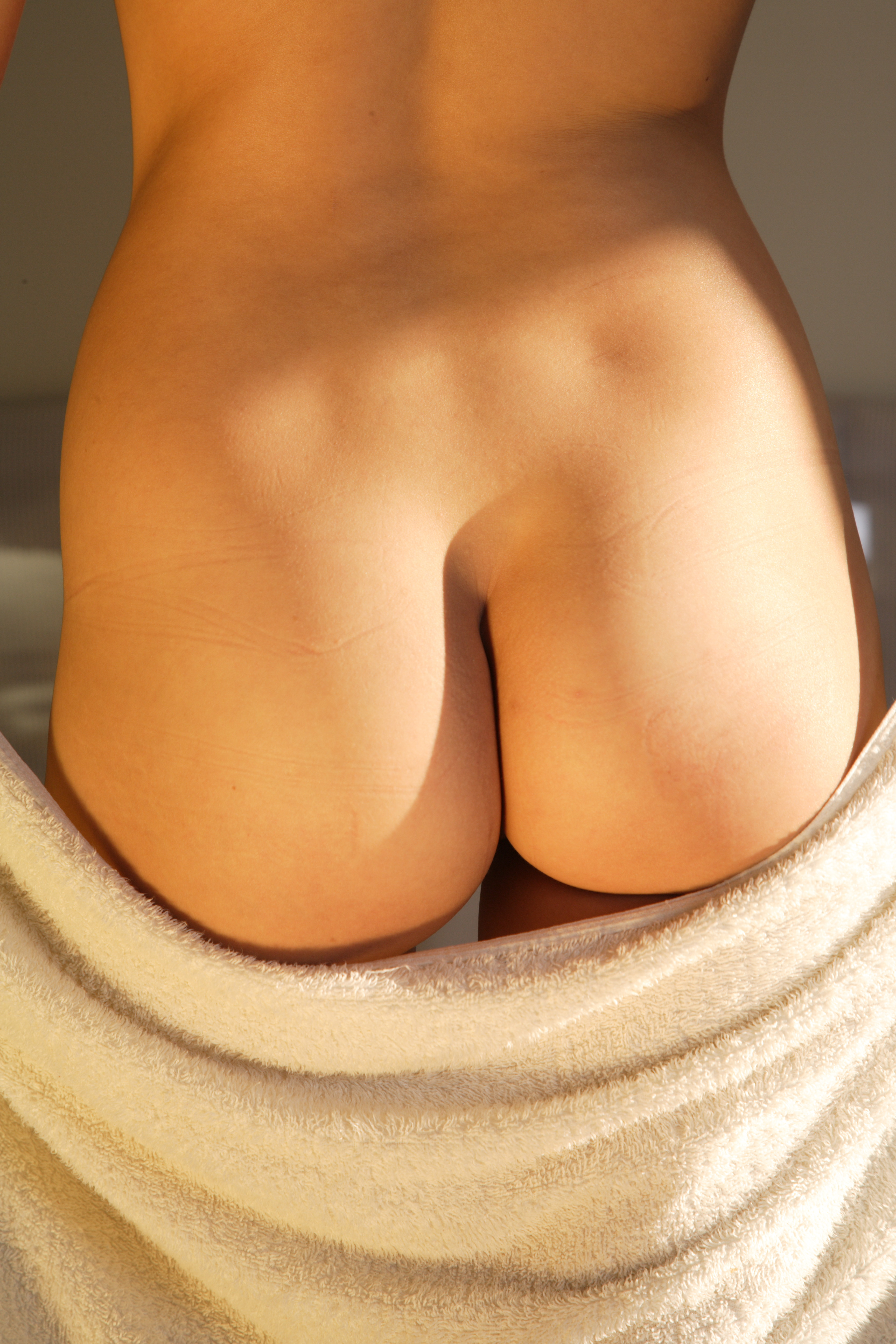
Delicious female buttocks